# José Manuel Naranjo
José Manuel García Naranjo (Rociana del Condado, 28 luglio 1994) è un calciatore spagnolo, attaccante svincolato.

## Carriera
Naranjo cresce calcisticamente ed esordisce nel Recreativo de Huelva, il 2 giugno 2013, in Segunda División contro lo Sporting de Gijón.
Il 17 luglio 2014 viene girato in prestito al Villareal B dove colleziona in totale 26 presenze e quattro reti. 
Durante questa esperienza esordisce in prima squadra in Copa del Re contro il Cadiz.
Il 7 luglio 2015 passa al Gimnàstic de Tarragona militante in Segunda División.Il 29 novembre segna la prima rete da professionista contro il Mirandés.
Il 17 giugno 2016 firma per il Celta Vigo giocando soltanto tre partite di cui due in Europa League. Il 10 gennaio 2017 viene girato in prestito ai belgi del  Genk. collezionando 22 presenze e sette reti in tutte le competizioni.
Il 1º settembre fa ritorno in Spagna e si trasferisce al Leganés militante in Primera División. Il 15 settembre esordisce nel massimo campionato nazionale spagnolo giocando gli ultimi minuti di partita contro l'Eibar.

## Statistiche

### Presenze e reti nei club
Statistiche aggiornate al 3 settembre 2019.
| Stagione          | Squadra                | Campionato        | Campionato | Campionato | Coppe nazionali | Coppe nazionali | Coppe nazionali | Coppe continentali | Coppe continentali | Coppe continentali | Altre coppe | Altre coppe | Altre coppe | Totale | Totale | Totale |
| Stagione          | Squadra                | Comp              | Pres       | Reti       | Comp            | Pres            | Reti            | Comp               | Pres               | Reti               | Comp        | Pres        | Reti        | Pres   | Reti   |        |
| ----------------- | ---------------------- | ----------------- | ---------- | ---------- | --------------- | --------------- | --------------- | ------------------ | ------------------ | ------------------ | ----------- | ----------- | ----------- | ------ | ------ | ------ |
| 2012-2013         | Recreativo de Huelva   | SD                | 2          | 0          |                 | -               | -               |                    | -                  | -                  |             | -           | -           | 2      | 0      |        |
| 2013-2014         | Recreativo de Huelva   | SD                | 4          | 0          | CR              | 3               | 0               |                    | -                  | -                  |             | -           | -           | 7      | 0      |        |
| Totale Recreativo | Totale Recreativo      | Totale Recreativo | 6          | 0          |                 | 3               | 0               |                    | -                  | -                  |             | -           | -           | 9      | 0      |        |
| 2014-2015         | Villareal B            | SDB               | 25         | 4          |                 | -               | -               |                    | -                  | -                  |             | -           | -           | 25     | 4      |        |
| 2014-2015         | Villareal              |                   | -          | -          | CR              | 2               | 0               |                    | -                  | -                  |             | -           | -           | 2      | 0      |        |
| 2015-2016         | Gimnàstic de Tarragona | SD                | 34+2       | 15+1       | CR              | 2               | 0               |                    | -                  | -                  |             | -           | -           | 38     | 16     |        |
| 2016 sett.-gen.   | Celta Vigo             | PD                | 0          | 0          | CR              | 1               | 0               | UEL                | 2                  | 0                  |             | -           | -           | 3      | 0      |        |
| 2017 gen.-giu.    | Genk                   | D1                | 20         | 6          | CB              | 1               | 0               |                    | -                  | -                  |             | -           | -           | 21     | 6      |        |
| 2017-2018         | Genk                   | D1                | 1          | 1          |                 | -               | -               |                    | -                  | -                  |             | -           | -           | 1      | 1      |        |
| Totale Genk       | Totale Genk            | Totale Genk       | 21         | 7          |                 | 1               | 0               |                    | -                  | -                  |             | -           | -           | 22     | 7      |        |
| 2017-2018         | Leganés                | PD                | 16         | 1          | CR              | 6               | 0               |                    | -                  | -                  |             | -           | -           | 22     | 1      |        |
| 2018-2019         | Tenerife               | SD                | 36         | 6          | CR              | 1               | 0               |                    | -                  | -                  |             | -           | -           | 37     | 6      |        |
| 2019-2020         | Tenerife               | SD                | 3          | 0          | CR              | -               | -               |                    | -                  | -                  |             | -           | -           | 3      | 0      |        |
| Totale Tenerife   | Totale Tenerife        | Totale Tenerife   | 39         | 6          |                 | 1               | 0               |                    | -                  | -                  |             | -           | -           | 40     | 6      |        |
| Totale carriera   | Totale carriera        | Totale carriera   | 143        | 34         |                 | 16              | 1               |                    | 2                  | 0                  |             | -           | -           | 161    | 35     |        |

## Palmarès
- Campionato polacco: 1

Jagiellonia: 2023-2024